# Subcetate
Subcetate é uma comuna romena localizada no distrito de Harghita, na região histórica da Transilvânia. A comuna possui uma área de 51.11 km² e sua população era de 2025 habitantes segundo o censo de 2007.